# Erdmann Schott

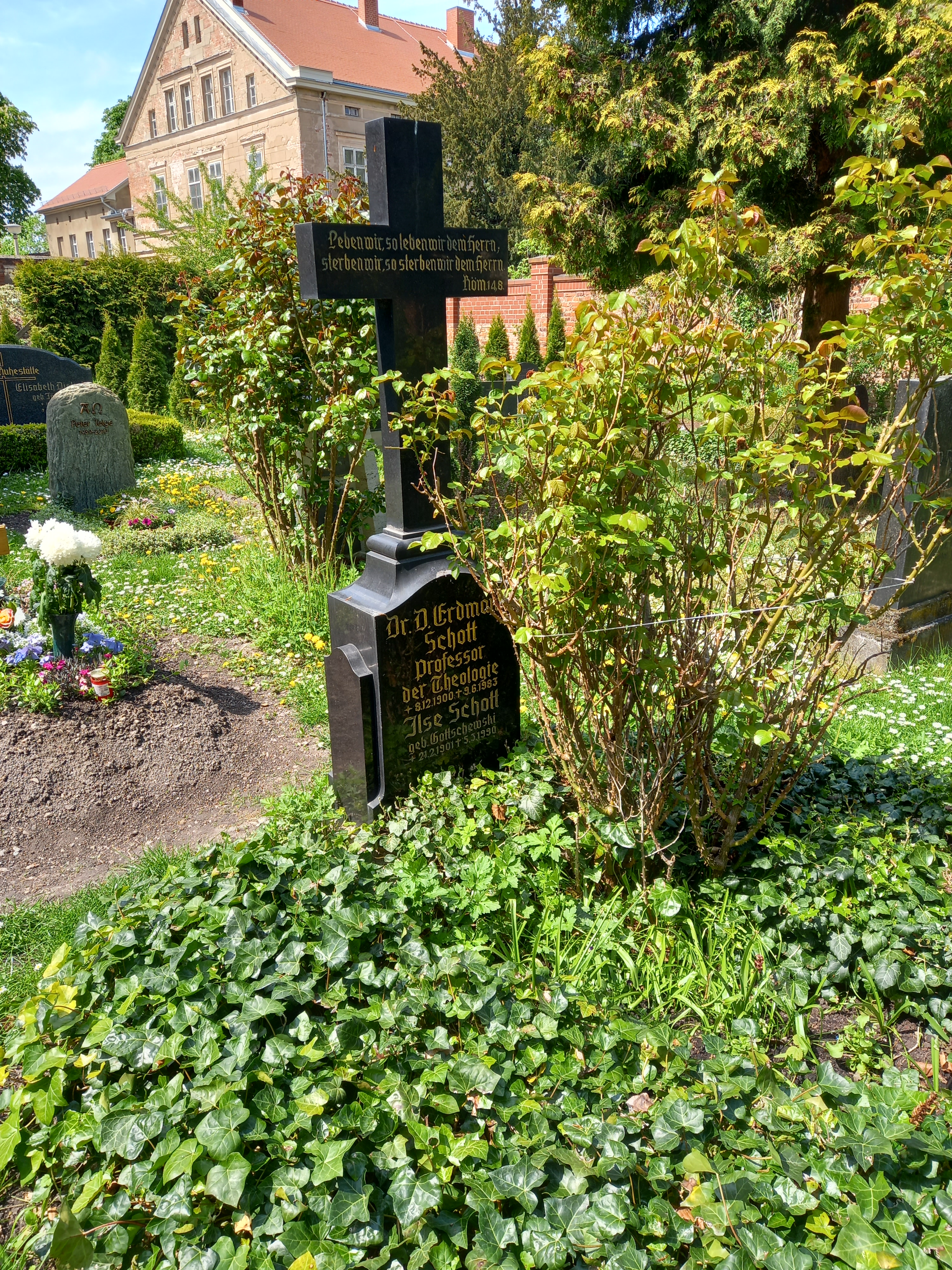
Grab von Erdmann Schott und seiner Ehefrau Ilse geborene Gottschewski auf dem evangelischen Laurentiusfriedhof in Halle

Erdmann Schott (* 8. Dezember 1900 in Geischen, Landkreis Guhrau; † 9. Juni 1983 in Halle an der Saale) war ein deutscher evangelisch-lutherischer Theologe.

## Leben
Erdmann Schott, ein Sohn des Pfarrers und späteren Superintendenten Max Schott und seiner Frau Johanna von Schlieben, widmete sich nach abgelegtem Abitur einem Studium der Theologie an den Universitäten Breslau, Greifswald, Berlin sowie Marburg, ehe 1926 seine Promotion zum Dr. theol. erfolgte. Schott wurde in der Folge 1927 als zweiter Geistlicher und Brüderlehrer an der Brüderanstalt Zoar bei Rothenburg, Lausitz eingesetzt, 1929 übernahm er die Pfarrstelle in Dersekow bei Greifswald, die er bis 1953 innehatte.
Als Schüler von Rudolf Hermann 1930 für Systematische Theologie habilitiert, lehrte Schott in Greifswald als Privatdozent. 1953 wechselte er auf den Lehrstuhl für Systematische Theologie der Martin-Luther-Universität Halle-Wittenberg. 1968 wurde er emeritiert. Die theologische Fakultät der Universität Greifswald verlieh ihm 1954 die Ehrendoktorwürde. Von 1963 bis 1974 nahm er in der Nachfolge Rudolf Hermanns die Aufgabe des wissenschaftlichen Leiters der Luther-Akademie in Sondershausen wahr.
Erdmann Schott starb mit 82 Jahren in Halle. Sein Grab befindet sich auf dem Friedhof von St. Laurentius (Halle). Bernhard Schott ist sein Bruder, Christian-Erdmann Schott dessen Sohn.

## Schriften
- Fleisch und Geist nach Luthers Lehre unter besonderer Berücksichtigung des Begriffs „totus homo“. A. Deichert, 1928.
- Die Endlichkeit des Daseins nach Martin Heidegger. In: Greifswalder Studien zur Lutherforschung und neuzeitlichen Geistesgeschichte. Band 3. W. de Gruyter, 1930.
- Das Problem der Glaubensgewissheit in Auseinandersetzung mit Karl Heim erörtert. L. Bamberg, 1931.
- Die nationalsozialistische Revolution als theologisches Problem: 1933 im Lichte. In: Theologische Flugschriften. Mohr, 1933.
- Religionsphilosophie und Theologie. Gefährdete Wahrheiten. W. de Gruyter, 1938.
- Die zeitliche und die ewige Gerechtigkeit: eine kontroverstheologische Untersuchung zum Konkordienbuch. Evangelische Verlags-Anstalt, 1955.
- Taufe und Rechtfertigung in kontroverstheologischer Sicht. In: Aufsätze und Vorträge zur Theologie und Religionswissenschaft. Band 36. Calwer Verlag, 1967
- Wort und Gemeinde. In: Ausgabe 42 von Aufsätze und Vorträge zur Theologie und Religionswissenschaft. Evangelische Verlags-Anstalt, 1967.
- Rechtfertigung und Zehn Gebote nach Luther. Calwer Verlag, 1971.
- Taufe und neue Existenz. Evangelische Verlagsanstalt, 1973.